# Levomepromazine
Levomepromazine stamt uit de klasse van de fenothiazines en is in 1957 geregistreerd  als antipsychoticum met de merknaam: Nozinan®.
Anno 2015 heeft het vooral nog een plaats als niet-geregistreerd gebruik bij palliatieve sedatie middels een subcutane of intraveneuze injectie. Het bestrijdt dan onrust, misselijkheid en pijn bij terminale patiënten.
Verder heeft het een registratie behouden als hulpgeneesmiddel bij matige tot ernstige pijn.
Het gebruik als antipsychoticum is verlaten maar de stof heeft een sterke sedatieve en hypotensieve werking. Het heeft een matige anticholinerge (bij)werking.
Zoals andere fenothiazines is levomepromazine een niet specifiek geneesmiddel dat zijn werking uitoefent door het blokkeren van verschillende receptoren, waaronder adrenerge receptoren, dopaminereceptoren, histaminereceptoren, muscarinereceptoren en serotoninereceptoren. Hierdoor is er in de praktijk een groot scala aan bijwerkingen te verwachten.